# Rumour Has It (Adele-sang)
"Rumour Has It" er en single af den britiske kunstner og sangskriver Adele og var den sidste single sammen med "Turning Tables" fra hendes andet studiealbum, 21. 
Sangen blev skrevet af Adele og Ryan Tedder, mens produktionen blev udført af Tedder. Adele har sagt, at sangen ikke var inspireret af sociale medier, men at den var rettet mod hendes venner, der troede på ting, de havde hørt om hende. Det var den fjerde single fra 21 i USA.